# Liophidium chabaudi
Liophidium chabaudi — вид змій родини Pseudoxyrhophiidae. Ендемік Мадагаскару.

## Поширення і екологія
Liophidium chabaudi мешкають на південно-західному узбережжі острова Мадагаскару. Вони живуть серед прибережних дюн.